# جان ایگان (صنعتگر)
سر جان لئوپولد ایگان (زاده ۷ نوامبر ۱۹۳۹) یک صنعت‌گر بریتانیایی می باشدکه با تجارت در صنعت خودرو، فرودگاه، ساخت و ساز و آب مرتبط می‌باشد. ایگان از سال ۱۹۸۰ تا ۱۹۹۰ مدیر انجمنی و رئیس جگوار کارز و از سال ۱۹۸۵ تا ۱۹۹۰ رئیس جگوار پی آی سی بود و بعد از این از سال ۱۹۹۰ تا ۱۹۹۹ به عنوان مدیر انجمنی بی ای ای کارکرد. او همچنین به دلیل ریاست کارگروه صنعت ساخت و ساز که گزارش اگان ۱۹۹۸ (تأمل در ساخت و ساز) و گزارش بعدی، تسریع تبدیل، در سال ۲۰۰۲ را تهیه نمود، قابل توجه می‌باشد. در طول سال ۲۰۰۴، مروری بر مهارت‌های ایگان برای جامعه پایدار را برای دولت بلر انجام نمود. در سال ۲۰۰۴، بعد از طی کردن ۲ سال به عنوان رئیس کنفدراسیون صنعت بریتانیا، او به عنوان رئیس سورن ترنت منتخب گردید.

## حرفه
جان ایگان در راتنستال، لنکاوی، فرزند پسر صاحب گاراژ متولد شد. خانواده به کاونتری مهاجرت نمودند و او به مدرسه بابلیک رفت. وی در رشته مهندسی نفت در امپریال کالج لندن تحصیل نمود و زین پس از سال ۱۹۶۲ تا ۱۹۶۶ برای شل در خاورمیانه خدمت نمود. بعد از مطالعات بیشتر، این بار در مدرسه بازرگانی لندن، در سال ۱۹۶۸ به ای سی دلکو و بعد از این بریتیش لیلاند مهاجرت نمود و در آن مکان نقشی در افزایش سرمایه کسب و کار یکپارچه آن داشت.
بعد از یک دوره ۴ ساله به نام مدیر قسمت‌های شرکتی مسی فرگوسن، ایگان در سال ۱۹۸۰ به نام رئیس جگوار کارز منتخب گردید و کاری را که یک کسب‌وکار سخت بود تغییر نمود. یک خودروساز که با بسته گردیدن رو در رو بود، ۱۰ سال بعد به قیمت ۱٫۶ میلیارد پوند به فورد فروخته گردید، در آن هنگام ایگان به جایگاه مدیر اجرایی بی ای ای رفت.
ایگان بعد از آن چندین نقش تجاری غیر اجرایی را عهده‌دار بود و از سال ۲۰۰۲تا ۲۰۰۴ به عنوان رئیس سی بی آی کار نمود، هنگامی که که مسئولیت شرکت آب میدلندز سورن ترنت را عهده‌دار بود.
ایگان تا به امروزی مسئول باشگاه رانندگان جگوار می‌باشد، تنها باشگاه مسئولان جگوار که به شکل رسمی توسط سر ویلیام لیونز و خودروهای جگوار تحریم گردیده شده.